# Ahmad Jasin
Szejk Ahmad Isma’il Hasan Jasin (arab. ‏الشيخ أحمد إسماعيل حسن ياسين‎, ur. ok. 1936, zm. 22 marca 2004 w Gazie) – palestyński imam, działacz polityczny i terrorysta, założyciel Centrum Islamskiego, po wykształceniu się z niego Hamasu stanął na jego czele jako szef Rady Szury Hamasu tytułowany Głównym Przewodniczącym. Wcześniej kierownik palestyńskiej sekcji Braci Muzułmańskich. Radykalny islamista i orędownik likwidacji Izraela, początkowo przez niego wspierany jako przeciwwaga dla OWP. Zabity w izraelskim nalocie w 2004 roku.

## Życiorys
Urodził się w Palestynie. W 1948 musiał opuścić ojczyznę jako uchodźca po tym, gdy jego rodzinna wioska została zrównana z ziemią przez siły izraelskie. W 1952 w następstwie wypadku na boisku szkolnym, doznał porażenia kończyn. W kolejnych latach całkowicie utracił wzrok i poruszał się wyłącznie na wózku inwalidzkim. Od 1967 duchowny. Głosił islam w radykalnym wydaniu Braci Muzułmańskich. Stanął na czele palestyńskiej sekcji stowarzyszenia Braci. W 1973 założył na okupowanych przez Izrael obszarach Centrum Islamskie. Organizacja została zarejestrowana przez rząd Izraela w 1978. Centrum prowadziło działalność społeczną i organizowało pomoc dla mieszkańców Palestyny. Jednocześnie organizacja ta głosiła hasła islamistyczne i krytyczne wobec świeckich pozycji zajmowanych przez OWP. Działalność społeczno-charytatywna finansowana była z zakatu i datków finansowych palestyńskich uchodźców w Stanach Zjednoczonych, Jordanii i państwach Zatoki Perskiej. Centrum otrzymywało również pieniądze od rządu Izraela (rząd tego państwa finansował początkowo działalność fundamentalistów jako przeciwników OWP).
W 1979 jako zbrojne skrzydło Centrum Islamskiego powstała grupa Duma Wiernych Wojowników. W 1982 powstała z kolei grupa o nazwie Palestyńscy Święci Bojownicy. W 1983 grupy te rozpoczęły antyizraelskie działania militarne. W odwecie za nie, Jasin został aresztowany przez wojsko izraelskie. W 1985 wypuszczony w wyniku ustaleń pomiędzy Izraelem a Ludowym Frontem Wyzwolenia Palestyny. W 1987 wraz z wybuchem pierwszej Intifady współtworzył Hamas, w skład którego weszły wcześniej istniejące grupy islamistów. Organizacja włączyła się w antyizraelskie powstanie. Jako „Główny Przewodniczący” był pierwszym liderem i duchowym przywódcą tej fundamentalistycznej grupy. W 1993 potępił porozumienia z Oslo uznając je za zdradę sprawy palestyńskiej. W swoich przemówieniach podkreślał konieczność całkowitej likwidacji państwa Izrael.
Został zabity 22 marca 2004 w ataku rakietowym śmigłowców izraelskich w Gazie, kiedy opuszczał meczet. Oprócz Jasina zginęli jego dwaj ochroniarze i 6–7 przypadkowych Palestyńczyków.